# Myrmecia petiolata
Myrmecia petiolata is een mierensoort uit de onderfamilie van de Myrmeciinae. De wetenschappelijke naam van de soort is voor het eerst geldig gepubliceerd in 1895 door Carlo Emery.
De soort werd ontdekt door de Italiaanse naturalist en etnograaf Giovanni Podenzana op Mount Bellenden Ker in Queensland, Australië.